# Zygmunt Szymański (polityk)
Zygmunt Jerzy Szymański (ur. 12 stycznia 1956 w Dęblinie) – polski polityk, przedsiębiorca, poseł na Sejm IV kadencji.

## Życiorys
Ukończył w 1977 Technikum Budowlane w Rykach. Prowadzi własną działalność gospodarczą, jest właścicielem firmy zajmującej się produkcją drzwi i okien antywłamaniowych.
Sprawował mandat posła na Sejm IV kadencji z okręgu lubelskiego, wybranego z ramienia Sojuszu Lewicy Demokratycznej. Pracował w Komisji Gospodarki oraz w Komisji Infrastruktury. W lutym 2004 został wykluczony z SLD. 
W 2005 bez powodzenia startował do Senatu z własnego komitetu, w przedterminowych wyborach parlamentarnych w 2007 bezskutecznie startował jako kandydat bezpartyjny z listy Samoobrony RP (otrzymał 1101 głosów).
W wyborach parlamentarnych w 2011 bez powodzenia kandydował do Sejmu jako bezpartyjny kandydat z listy SLD.